# Chariot (album)
Pour les articles homonymes, voir Chariot.
 (juillet 2017).
Si vous disposez d'ouvrages ou d'articles de référence ou si vous connaissez des sites web de qualité traitant du thème abordé ici, merci de compléter l'article en donnant les références utiles à sa vérifiabilité et en les liant à la section « Notes et références ».
Albums de Gavin DeGraw
Gavin Live
(2001) Rush of Life: Pickin' On
(2007)
Singles
1. I Don't Want to Be
Sortie : 1er septembre 2004
2. Chariot
Sortie : 1er mars 2005
3. Follow Through
Sortie : 17 novembre 2005
4. Just Friends
Sortie : 22 août 2006
5. Meaning
Sortie : 8 avril 2007

Chariot est le premier album studio du chanteur, pianiste et guitariste américain Gavin DeGraw, sorti en 2003 sur le label J Records.
Un an plus tard, en 2004, il est réédité dans une édition spéciale enrichie d'un deuxième disque intitulé Chariot Stripped. Stripped, (pour stripped-down) signifiant "dépouillé" puisque cette version de l'album est faite simplement et avec une instrumentation minimale. Ce disque bonus contient essientiellement des versions lives et acoustiques des chansons, enregistrées aux Dumbo Studios de New York, en avril 2004.
L'album est certifié disque de platine aux États-Unis, en janvier 2005, par la RIAA, pour s'être vendu à plus d'un million d'exemplaires.

## Liste des titres
Toutes les chansons sont écrites et composées par Gavin DeGraw.
| 1.    | Follow Through            | 4:01 |
| 2.    | Chariot                   | 4:01 |
| 3.    | Just Friends              | 3:26 |
| 4.    | (Nice to Meet You) Anyway | 3:46 |
| 5.    | Chemical Party            | 3:02 |
| 6.    | Belief                    | 4:29 |
| 7.    | Crush                     | 3:28 |
| 8.    | I Don't Want to Be        | 3:40 |
| 9.    | Meaning                   | 3:36 |
| 10.   | More Than Anyone          | 2:59 |
| 11.   | Over-Rated                | 4:12 |
| 40:38 |                           |      |

| Titre bonus - Réédition européenne 2×CD (J Records, 27 juin 2005) | Titre bonus - Réédition européenne 2×CD (J Records, 27 juin 2005) | Titre bonus - Réédition européenne 2×CD (J Records, 27 juin 2005) | Titre bonus - Réédition européenne 2×CD (J Records, 27 juin 2005) | Titre bonus - Réédition européenne 2×CD (J Records, 27 juin 2005) | Titre bonus - Réédition européenne 2×CD (J Records, 27 juin 2005) | Titre bonus - Réédition européenne 2×CD (J Records, 27 juin 2005) | Titre bonus - Réédition européenne 2×CD (J Records, 27 juin 2005) | Titre bonus - Réédition européenne 2×CD (J Records, 27 juin 2005) | Titre bonus - Réédition européenne 2×CD (J Records, 27 juin 2005) |
| No                                                                | Titre                                                             | Durée                                                             |                                                                   |                                                                   |                                                                   |                                                                   |                                                                   |                                                                   |                                                                   |
| ----------------------------------------------------------------- | ----------------------------------------------------------------- | ----------------------------------------------------------------- | ----------------------------------------------------------------- | ----------------------------------------------------------------- | ----------------------------------------------------------------- | ----------------------------------------------------------------- | ----------------------------------------------------------------- | ----------------------------------------------------------------- | ----------------------------------------------------------------- |
| 12.                                                               | Get Lost                                                          | 4:29                                                              |                                                                   |                                                                   |                                                                   |                                                                   |                                                                   |                                                                   |                                                                   |
| 45:07                                                             |                                                                   |                                                                   |                                                                   |                                                                   |                                                                   |                                                                   |                                                                   |                                                                   |                                                                   |

### Chariot Stripped
Toutes les chansons sont écrites et composées par Gavin DeGraw, sauf Change is Gonna Come par Sam Cooke.
| Disque 2 - Édition spéciale 2×CD (J Records, 27 juillet 2004) | Disque 2 - Édition spéciale 2×CD (J Records, 27 juillet 2004) | Disque 2 - Édition spéciale 2×CD (J Records, 27 juillet 2004) | Disque 2 - Édition spéciale 2×CD (J Records, 27 juillet 2004) | Disque 2 - Édition spéciale 2×CD (J Records, 27 juillet 2004) | Disque 2 - Édition spéciale 2×CD (J Records, 27 juillet 2004) | Disque 2 - Édition spéciale 2×CD (J Records, 27 juillet 2004) | Disque 2 - Édition spéciale 2×CD (J Records, 27 juillet 2004) | Disque 2 - Édition spéciale 2×CD (J Records, 27 juillet 2004) | Disque 2 - Édition spéciale 2×CD (J Records, 27 juillet 2004) |
| No                                                            | Titre                                                         | Durée                                                         |                                                               |                                                               |                                                               |                                                               |                                                               |                                                               |                                                               |
| ------------------------------------------------------------- | ------------------------------------------------------------- | ------------------------------------------------------------- | ------------------------------------------------------------- | ------------------------------------------------------------- | ------------------------------------------------------------- | ------------------------------------------------------------- | ------------------------------------------------------------- | ------------------------------------------------------------- | ------------------------------------------------------------- |
| 1.                                                            | Follow Through (Stripped version)                             | 4:29                                                          |                                                               |                                                               |                                                               |                                                               |                                                               |                                                               |                                                               |
| 2.                                                            | Chariot (Stripped version)                                    | 4:59                                                          |                                                               |                                                               |                                                               |                                                               |                                                               |                                                               |                                                               |
| 3.                                                            | Just Friends (Stripped version)                               | 4:49                                                          |                                                               |                                                               |                                                               |                                                               |                                                               |                                                               |                                                               |
| 4.                                                            | (Nice to Meet You) Anyway (Stripped version)                  | 4:47                                                          |                                                               |                                                               |                                                               |                                                               |                                                               |                                                               |                                                               |
| 5.                                                            | Chemical Party (Stripped version)                             | 4:55                                                          |                                                               |                                                               |                                                               |                                                               |                                                               |                                                               |                                                               |
| 6.                                                            | Belief (Stripped version)                                     | 3:09                                                          |                                                               |                                                               |                                                               |                                                               |                                                               |                                                               |                                                               |
| 7.                                                            | Crush (Stripped version)                                      | 3:21                                                          |                                                               |                                                               |                                                               |                                                               |                                                               |                                                               |                                                               |
| 8.                                                            | I Don't Want to Be (Stripped version)                         | 4:04                                                          |                                                               |                                                               |                                                               |                                                               |                                                               |                                                               |                                                               |
| 9.                                                            | Meaning (Stripped version)                                    | 3:41                                                          |                                                               |                                                               |                                                               |                                                               |                                                               |                                                               |                                                               |
| 10.                                                           | More Than Anyone (Stripped version)                           | 3:50                                                          |                                                               |                                                               |                                                               |                                                               |                                                               |                                                               |                                                               |
| 11.                                                           | Over-Rated (Stripped version)                                 | 6:22                                                          |                                                               |                                                               |                                                               |                                                               |                                                               |                                                               |                                                               |
| 12.                                                           | Change is Gonna Come (Stripped version)                       | 12:27                                                         |                                                               |                                                               |                                                               |                                                               |                                                               |                                                               |                                                               |
| 64:50                                                         |                                                               |                                                               |                                                               |                                                               |                                                               |                                                               |                                                               |                                                               |                                                               |

## Crédits
| - Gavin DeGraw : chant, piano, claviers - Alvin Moody : basse, chœurs - Joey Waronker : batterie - Rodney Howard : percussions - Michael Ward : guitares - Patrick Warren : orgue, harmonium - Paulo Coelho (Chariot Stripped) : guitares, chœurs - Oz Noy (Chariot Stripped) : guitares | - Production, mixage, enregistrement : Mark Endert - Mastering : George Marino - Arrangements : Patrick Warren - Programmation, édition (additionnel) : Steve Gryphon - Ingénierie (additionnel et assistants) : Michael McCoy, C. J. Buscaglia, Chris Reynolds, Dave Ashton, Kevin Dean, Mimi Audia Parker, Tim LeBlanc, Toshi Kasai - Direction artistique, Design : Alli Truch - A&R : James Diener - Photographie : Steven Sebring Chariot Stripped : personnel additionnel - Production : James Diener - Mixage, enregistrement : Jonathan Kaplan - Mastering : Leon Zervos |